# Per-Olow Leijon
Per-Olow Leijon, född 31 maj 1938 i Matteus församling, Stockholm, död 18 augusti 2011 i Hässelby församling, Stockholm, var en svensk konstvetare och sinolog.
Per-Olow Leijon var son till journalisten Evert Leijon (1903–1995). Han tillbringade tre år på stipendium i Kina 1959–1962 och utbildade sig därefter på Stockholms universitet i bland annat konsthistoria. Han ägnade sig därefter åt kinesisk konsthistoria, bland annat som intendent under 30 år på Östasiatiska museet i Stockholm och senare på Etnografiska museet i Stockholm. Under åren 1967–1969 var han kulturattaché på Sveriges ambassad i Peking. Han var också gästprofessor vid Stanforduniversitetet i Kalifornien i USA. Per-Olow Leijon är begravd på Norra begravningsplatsen utanför Stockholm.